# Francisco Murilo de Sá Barreto
Monsenhor Francisco Murilo de Sá Barreto (Barbalha, 31 de outubro de 1930 — Juazeiro do Norte, 4 de dezembro de 2005) foi o pároco da igreja matriz da cidade de Juazeiro do Norte, e considerado o Vigário do Nordeste, em razão do seu ministério sacerdotal nesta cidade, objeto de grandes romarias. Era conhecido como Monsenhor Murilo.

## Biografia
Filho de José Pácifer de Sá Barreto e D. Laudelina Correia de Sá Barreto, fez seus primeiros estudos na cidade natal, até 1945, ano em que segue sua formação no Crato, no Seminário São José, até 1952. Neste ano mudou-se para Fortaleza, onde cursou Filosofia e Teologia, formando-se em 1957. 
Sua ordenação, a 15 de dezembro daquele ano, foi presidida por Dom Francisco de Assis Pires, em sua cidade natal. No ano seguinte, 1958, assumiu o vicariato na Paróquia de Nossa Senhora das Dores, da qual tornou-se pároco em 1966.
No ano de 2003 recebeu das mãos do então bispo diocesano de Crato Dom Fernando Panico o titulo de monsenhor, a partir de então monsenhor Murilo, como foi carinhosamente chamado.
Foi membro da Associação Juazeirense de Imprensa, tendo ainda sido sócio emérito do Instituto Cultural do Cariri; foi radialista e escritor.
Publicou três livros, frutos de suas pesquisas: "De Juazeiro à Terra Santa"; "Testemunho de Serviço e Fidelidade" e uma biografia de Padre Cícero, pela edições Loyola - padre alvo de intensa romaria anual à paróquia que o Monsenhor dirigia. E foi numa bênção aos romeiros que veio a falecer, merecendo notas de pesar no Senado Federal e da Câmara Federal